# Kristoffer Lepsøe
Kristoffer Lepsøe (* 15. März 1922 in Fana, Bergen; † 26. März 2006 in Bergen) war ein norwegischer Ruderer, der 1948 eine olympische Bronzemedaille und 1949 eine Europameisterschafts-Bronzemedaille gewann.

## Sportliche Karriere
Bei den Olympischen Spielen 1948 wurden die Ruderwettbewerbe auf der Strecke der Henley Royal Regatta auf der Themse ausgetragen, es konnten höchstens drei Boote nebeneinander starten. Der norwegische Achter vom Fana Roklubb in der Besetzung Kristoffer Lepsøe, Thorstein Kråkenes, Hans Hansen, Halfdan Gran-Olsen, Harald Kråkenes, Leif Næss, Thor Pedersen, Carl Monssen und Steuermann Sigurd Monssen belegte im ersten Vorlauf den zweiten Platz hinter den Briten und vor den Dänen. Im Hoffnungslauf siegten die Norweger gegen die Iren und im Halbfinale gegen die Portugiesen. Zum Finale traten die Boote aus den Vereinigten Staaten, aus dem Vereinigten Königreich und aus Norwegen an. Die Amerikaner gewannen mit zehn Sekunden Vorsprung vor den Briten, drei Sekunden hinter den Briten erreichten die Norweger das Ziel und erhielten die Bronzemedaille.
1949 ruderten Carl Monssen, Harald und Thorstein Kråkenes sowie Kristoffer Lepsøe im Vierer ohne Steuermann auf den dritten Platz bei den Ruder-Europameisterschaften 1949, es siegten die Italiener vor den Dänen.
Drei Jahre später traten bei den Olympischen Spielen 1952 in Helsinki die drei Brüder Harald, Thorstein und Sverre Kråkenes zusammen mit Kristoffer Lepsøe im Vierer ohne Steuermann an. Nach einem zweiten Platz im Vorlauf und einem zweiten Platz im Halbfinale erreichten sie im Hoffnungslauf nur den dritten Platz und verpassten damit den Finaleinzug.